# Chlorophorus trifasciatus
Chlorophorus trifasciatus är en skalbaggsart som först beskrevs av Fabricius 1781.  Chlorophorus trifasciatus ingår i släktet Chlorophorus och familjen långhorningar.
Artens utbredningsområde är:
- Corsica.
- Frankrike.
- Israel.
- Portugal.

Inga underarter finns listade i Catalogue of Life.

## Bildgalleri

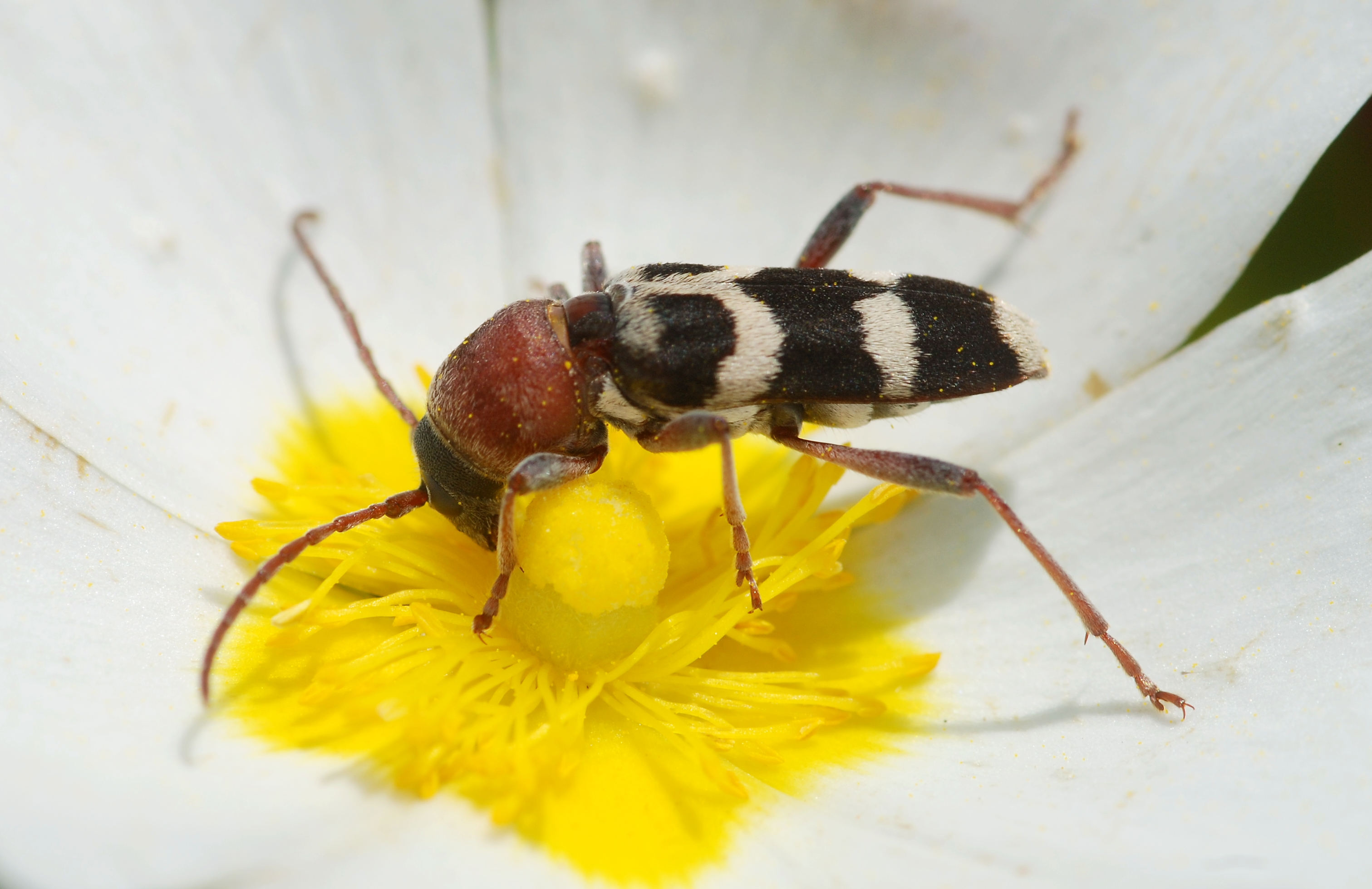
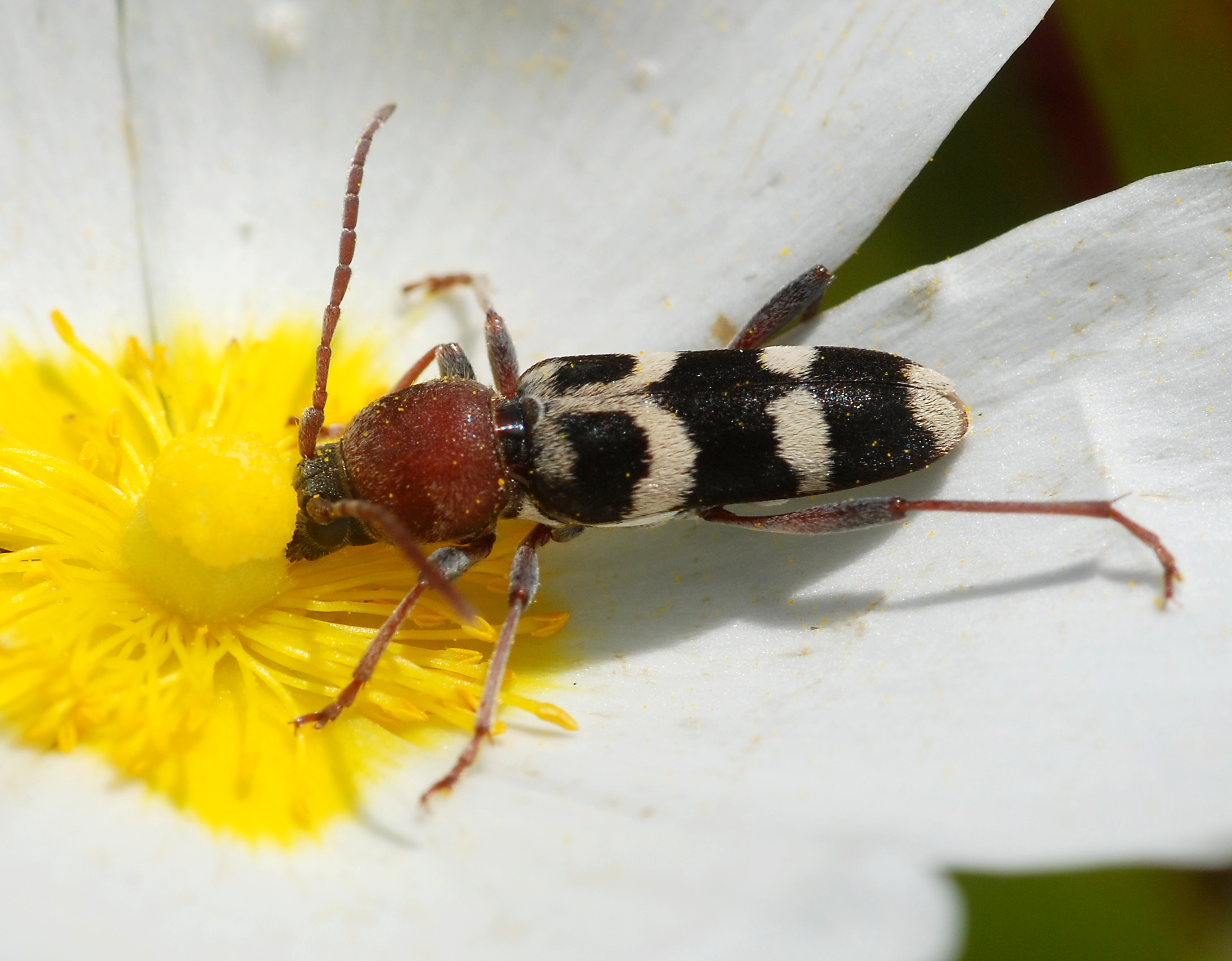
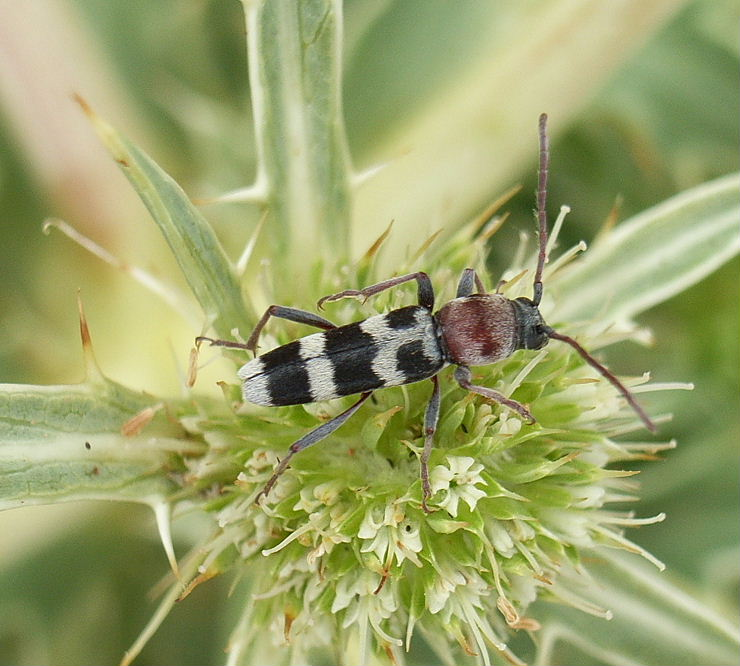
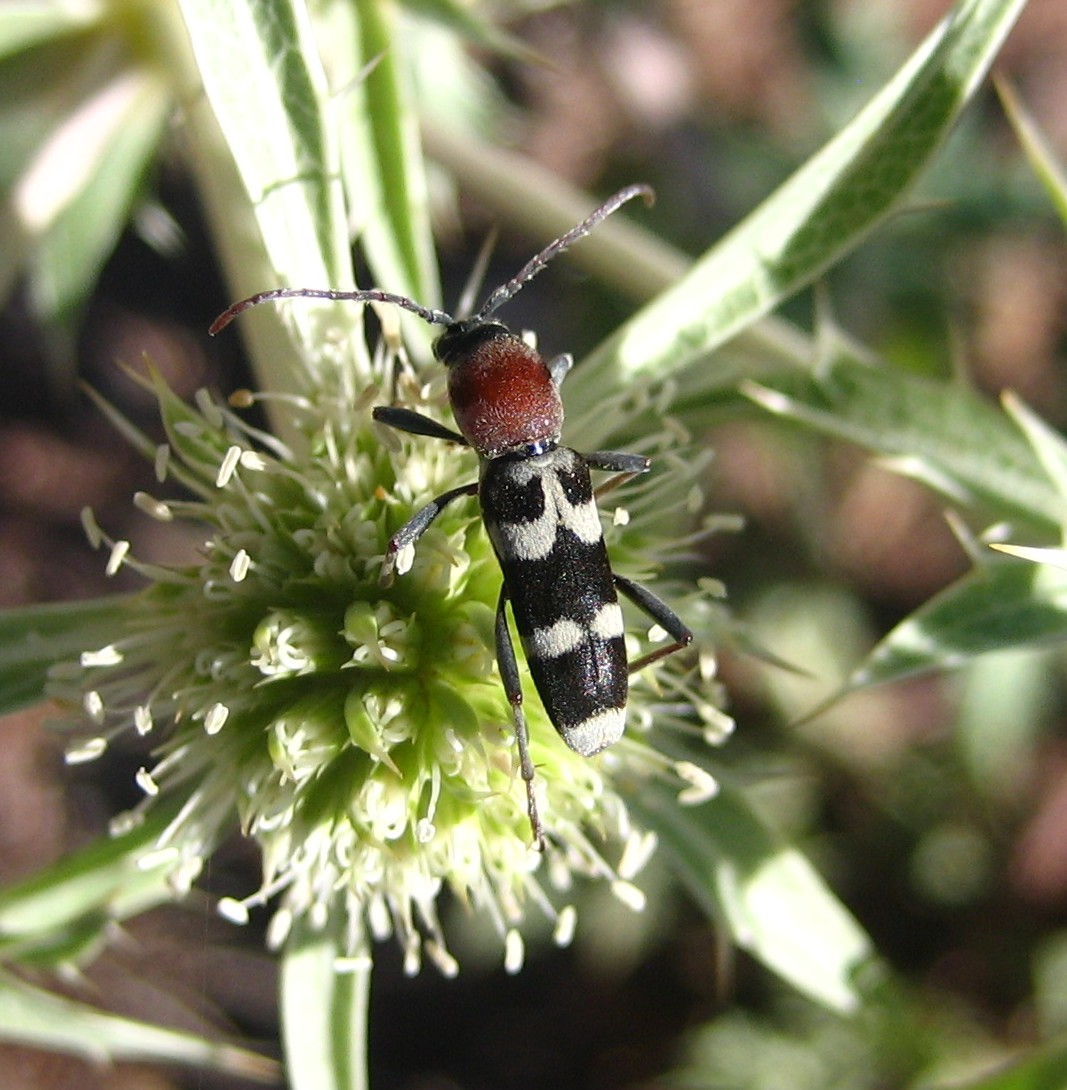
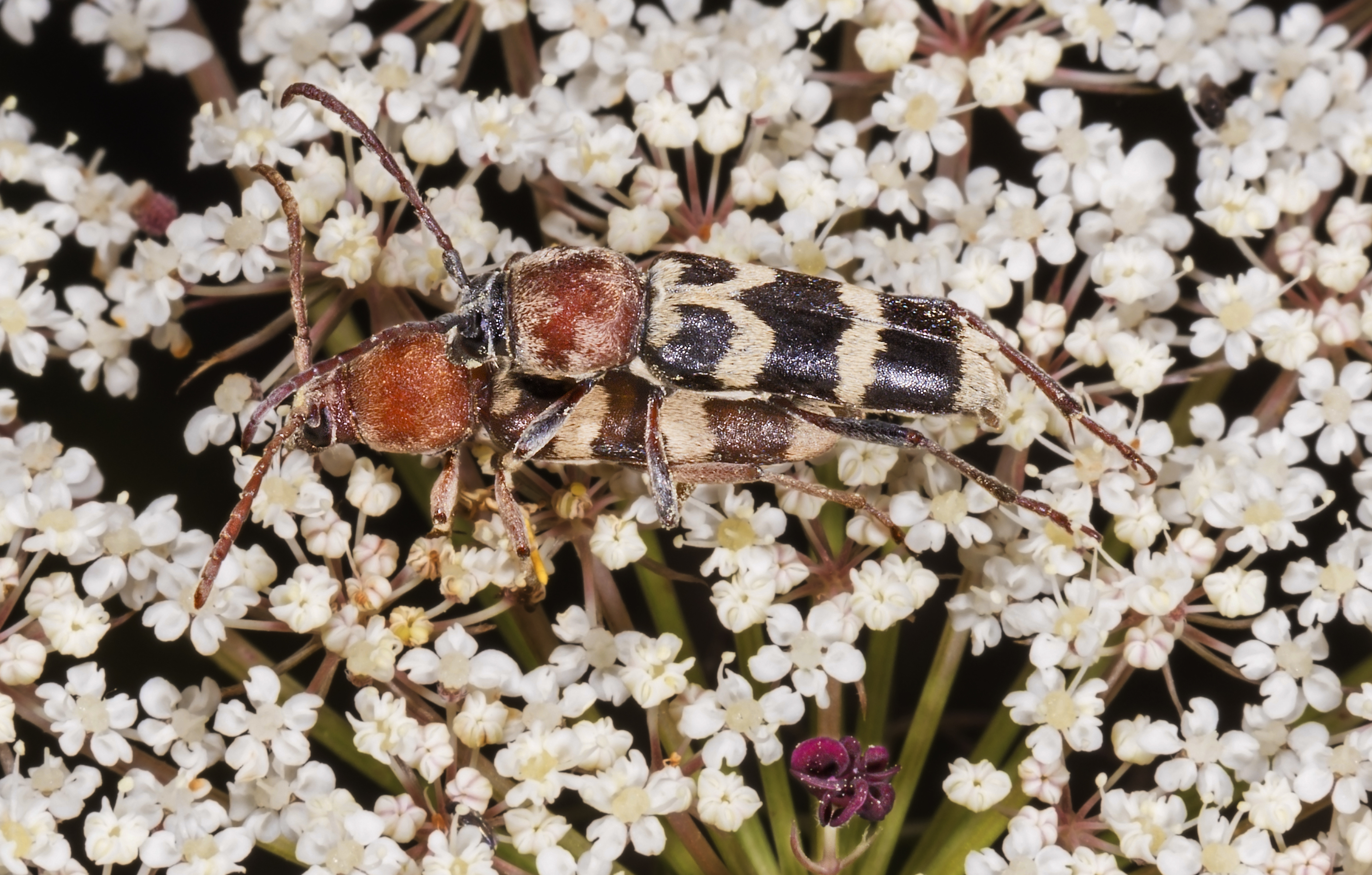
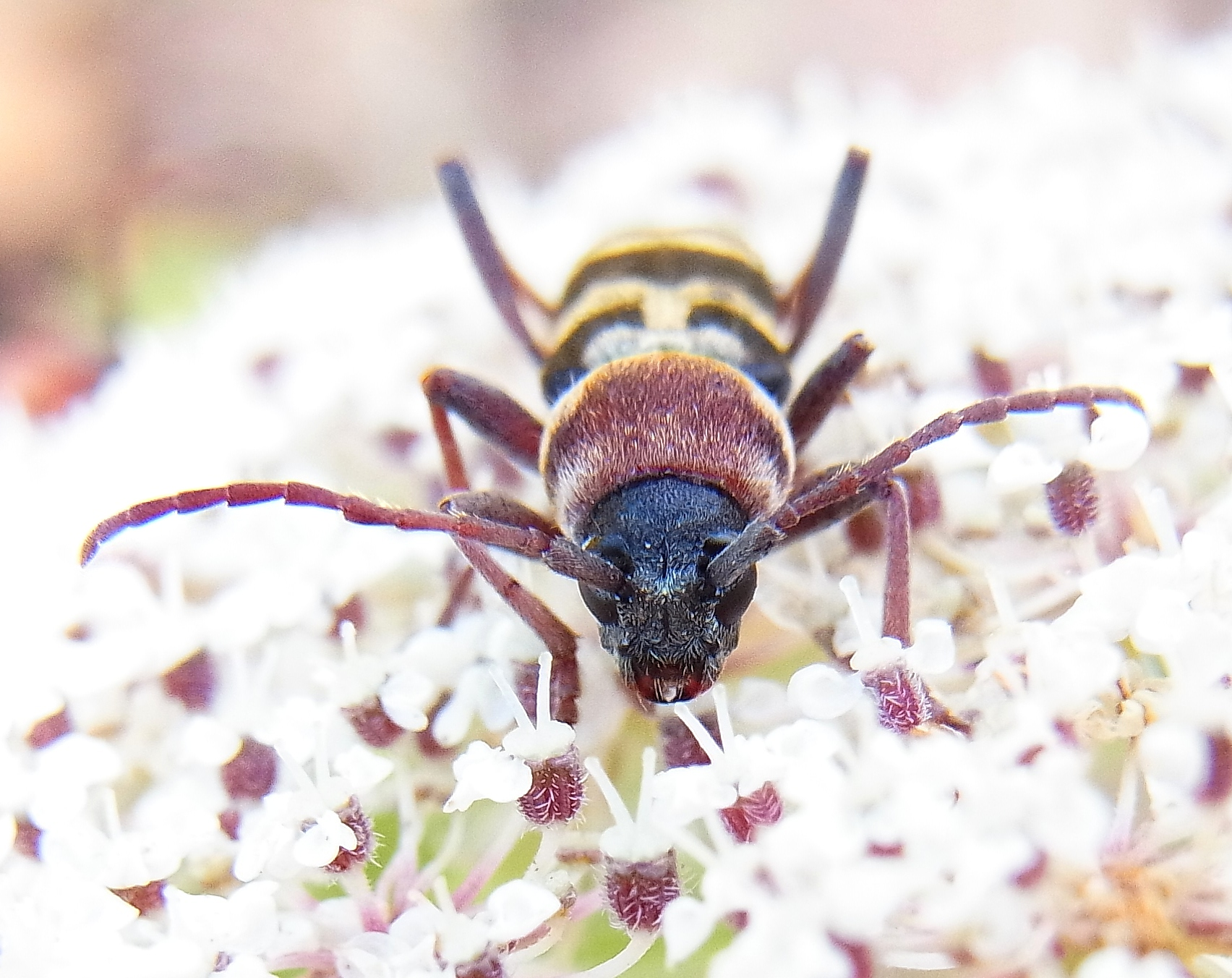